# Великолукинська сільська рада
Великолу́кинська сільська рада (рос. Большелукинский сельский совет) — сільське поселення у складі Вадінського району Пензенської області Росії.
Адміністративний центр — село Велика Лука.

## Історія
2010 року ліквідована Ртищевська сільська рада (село Ртищево, присілки Вельяміново, Летево, Польна Крутовка), територія увійшла до складу Великолукинської сільради.

## Населення
Населення — 800 осіб (2019; 1098 в 2010, 1331 у 2002).

## Склад
До складу сільської ради входять:
| Населений пункт           | Населення, осіб (2002) | Населення, осіб (2010) |
| ------------------------- | ---------------------- | ---------------------- |
| Велика Лука, село         | 440                    | 416                    |
| Вельяміново, присілок     | 22                     | 8                      |
| Каменка, присілок         | 59                     | 37                     |
| Куриловка, присілок       | 45                     | 10                     |
| Летево, присілок          | 18                     | 12                     |
| Лопатино, присілок        | 197                    | 164                    |
| Нагорна Лака, село        | 41                     | 24                     |
| Польна Крутовка, присілок | 99                     | 62                     |
| Ртищево, село             | 255                    | 246                    |
| Тенево, присілок          | 155                    | 119                    |